# Hyperacanthus ravinensis
Hyperacanthus ravinensis är en måreväxtart som först beskrevs av Henri Ernest Baillon och Emmanuel Drake del Castillo, och fick sitt nu gällande namn av Franck Rakotonasolo och Aaron Paul Davis. Hyperacanthus ravinensis ingår i släktet Hyperacanthus och familjen måreväxter. Inga underarter finns listade i Catalogue of Life.